# 純情ロマンチカ
『純情ロマンチカ』（じゅんじょうロマンチカ）は、中村春菊による日本の漫画作品。2008年4月から6月まではテレビアニメ第1期が、同年10月から12月までは第2期が放送された。2015年7月から9月までは第3期が放送された。
2002年よりCIEL TresTresにて掲載され、2014年8月より新季刊雑誌「Emerald」に移籍し、連載中。主題が「純情○○」形式のシリーズ作品であり、2021年9月現在、単行本は26巻まで刊行されている。また、藤崎都と中村春菊との合作小説「純愛○○」シリーズが角川ルビー文庫より刊行中。2020年12月時点で刊行書籍の累計発行部数は1500万部を突破している。

## 登場人物

### 純情ロマンチカ
高橋美咲（たかはし みさき）
声 - 櫻井孝宏 / 幼少 - 伊瀬茉莉也
「ロマンチカ」編の主人公。18歳→22歳（現在）。8月18日生まれ。高校3年の秋、大学受験の為に兄から家庭教師として紹介された秋彦と出会う。ウサギとは当初嫌悪感を抱いていたが、紆余曲折を経て（現在は）恋人同士である。M大（アニメ版では三ツ橋大学）経済学部の補欠入学生→丸川書店の内定社員（現在）。手先が器用で、料理上手。ザ☆漢の大ファン。
8歳の時に両親を事故で亡くし、兄と2人で支え合って生きてきた為、周囲からの気遣いを極度に嫌っている。明るく元気でお人好しな性格。秋彦に振り回されている苦労人（1人目）であり、純愛シリーズの新作原稿を読んでは抗議している。
春彦・薫子・伊集院先生から好意を寄せられている 。
宇佐見秋彦（うさみ あきひこ） / 秋川弥生（あきかわ やよい）
声 - 花田光 / 幼少 - 佐藤利奈
「ロマンチカ」編の準主人公。28歳→31歳（現在）。愛称はウサギ。3月3日生まれ。後者は、趣味と実益を兼ねたBL作家としての名。旧財閥宇佐見グループの次男で、10歳までイギリスで育った帰国子女。T大（アニメ版では帝都大学）法学部をストレート合格&首席卒業し、直森賞&菊川賞&国際文学芸術賞大賞を受賞した人気作家でもある。上條弘樹とは実家が向かい同士の幼馴染（※同い年）。
表向きは次男だが、親族からは事実上の嫡男として期待されていた。しかし父親も異母兄しか可愛がらず、母親も家から出ていき、偶に帰宅しても八つ当たりされていた。
孝浩に対して10年間片想いをしていたが、彼の婚約と同時に失恋、その後美咲に癒され、（現在は）恋人同士である。ときおり生徒会シリーズと純愛シリーズを執筆している。一般中流層家庭に憧れている。クマが好きで、とくに鈴木さんがお気に入り。生活能力は皆無。強引でマイペースだが、一途で繊細な性格。高橋真浩の名付け親。幼少期（※10歳以降）の写真が丸川書店内に出回っている。高校生の頃初めて丸川書店に投稿した。
コミックスカバー裏での4コマ漫画においては、孝浩からまだ見ぬ美咲の珍プレーを聞かされては心の中でツッコんでいる（※1～10巻まで）。
宇佐見春彦（うさみ はるひこ）
声 - 鳥海浩輔
秋彦より2歳上の異母兄。宇佐見グループの専務取締役→建設部門の社長。12歳の時に宇佐見家へ引き取られる。兄弟仲は悪いが、2人とも中身は似ている。美咲に興味→好意を持ち、しかも突拍子のないアプローチをかましている。東京駅が好きで、昔は建築関係の仕事に就きたいと思っていた。生真面目な性格。
高橋孝浩（たかはし たかひろ）
声 - 谷山紀章
美咲より10歳上の兄。両親の死後、M大進学を諦め、働きながら一人で弟を育ててきた。ウサギとは高校時代からの親友であり、彼からの想いには全く気づかずに結婚した。現在は東京で真奈美（声 - 橋本久美子）と真浩（まひろ、声 - 山崎ゆう子）の3人で暮らしている。本編での出番は少ないが、カバー裏漫画においては準主役級の扱い。
角圭一（すみ けいいち）
声 - 千葉一伸
美咲の1年先輩かつ数少ない友人（1人目）。本心では秋彦が好き。M大経済学部生→映像関係の会社員（現在）。父親は作家・角遼一（声 - 河本邦弘 / 千々和竜策）。
相川絵理（あいかわ えり）
声 - 並木のり子
丸川書店の編集者で秋彦の担当。BLをこよなく愛している。美人で男前な性格。秋彦に振り回されている苦労人（2人目）であり、やつれた姿になることが多い。「純愛ロマンチカ」シリーズのプレイは彼女のリクエストによるもの。
宇佐見冬彦（うさみ ふゆひこ）
声 - 小杉十郎太
宇佐見グループ現総帥かつ、春彦と秋彦の父親。庶民生まれであり、宇佐見家へ入婿した。息子達に影響を及ぼしている美咲を危ぶんでいる。息子思いだが、常にポーカーフェイスで、本心が見えづらい。
田中（たなか）
声 - 三宅健太
宇佐見家執事。20年以上も宇佐見家に仕えている。
宇佐見薫子（うさみ かおるこ）
声 - 水樹奈々
秋彦の母方の従妹で、日本人形を思わせる美人。勝気な性格で、美咲とは同い年。将来の夢はパティシエであり、それを応援してくれた美咲のことが好き。現在はパリの製菓学校に留学している。水樹からの恋心には気づいている様子。伊集院先生とは(料理関係で)仲が良い。
椎葉水樹（しいば みずき）
声 - 下野紘
11巻より登場。秋彦の父方の従弟であり、薫子より3〜4歳上。宇佐見グループの総合商社員。本心では薫子のことが好き。アメリカに戻る際、薫子には携帯番号、美咲にはメールアドレスを渡している。
藤堂進之介（とうどう しんのすけ）
声 - 羽多野渉
11巻より登場。美咲の数少ない友人（2人目）。22歳。M大法学部生→警察学校生（※内定）。剣道部所属で、気さくな性格。ザ☆漢の大ファン。
雫石涼（しずくいし りょう）
声 - 豊永利行
丸川書店の編集者で、伊集院響の担当（2人目）。愛称シズク。24歳、実はザ☆漢の大ファン。
宇佐見夏子（うさみ なつこ）24巻より登場。秋彦の母親であり、宇佐見グループ出身のお嬢様育ち。電車には一度も乗ったことがない。

### 純情エゴイスト
上條弘樹（かみじょう ひろき）
声 - 伊藤健太郎 / 幼少 - 喜多村英梨
「エゴイスト」編の主人公。A型。通称ヒロさん（野分限定）。11月22日生まれ。T大文学部を首席卒業→大学院に進学→M大文学部助教授（現在）。異名は鬼の上條。
「ロマンチカ」編から遡ること6年前、秋彦に長年片想いしていたが失恋、その直後野分と出会い、紆余曲折を経て恋人同士となる。野分に出会う前（まだ秋彦に片想いしていた頃）は行きずりの相手と一晩だけの関係を持つことが多かった。
子供の頃は習い事を幾つも掛け持ち、しかもすべて貫徹した。プライドが高く負けず嫌いで、一本気な性格。
純愛シリーズの元ネタは、秋彦に対する自分と野分の惚気話である。給料日に10万円を下ろして本を棚買いする楽しみが、ここ最近は同小説の大量購入に費やされている。
草間野分（くさま のわき）
声 - 神奈延年 / 幼少 - 白石涼子
「エゴイスト」編の準主人公。186cm以上の長身。「草間園」出身の孤児。妙なカリスマでもあるのか、大企業の社長達から気に入られている。17〜18歳の時4歳上のヒロさん（の泣き顔）に一目惚れして以来、彼が大好き。大検合格→国立医大へ進学→アメリカでの1年留学→現在はK大学付属病院の研修医である（※将来は小児救急を選ぶ予定）。
普段は寡黙で計り知れないが、素直で真っ直ぐな性格。純愛シリーズの存在は知っているが、中身はまだ知らない。実は子供のころヒロさんに出逢っている。
津森（つもり）
声 - 千葉進歩
野分の先輩兼数少ない理解者で、K大学付属病院小児科担当の勤務医。仕事に私情を挟むのが嫌い。原作では茶髪、アニメ版では金髪である。時には2人に発破をかけている。

### 純情テロリスト
宮城庸（みやぎ よう）
声 - 井上和彦
「テロリスト」編の主人公。35歳〜。M大文学部教授にして、弘樹の直属の上司。理沙子と結婚するが3年後離婚、現在独身。オーストラリアから帰国した忍に告白をされるも、当初は全く相手にしていなかった。不器用なテロリスト（忍）にいつしか本気になり、最終的には17年以上も忘れられなかった先生への想いを吹っ切る。忍の大学入学後、通い同棲から一緒に暮らす。
英語が得意で、文学と芭蕉を愛している。
高槻忍（たかつき しのぶ）
声 - 岸尾だいすけ
「テロリスト」編の準主人公。18歳〜。3年前、ずっと気になっていた宮城に窮地を救われるも、直後に失恋する。その後はオーストラリアに留学していたが、2人の離婚を機に帰国する。それからはテロリストのごとく強引に迫っていく。口が悪く生意気だが、中身はまだ子供で初々しい。T大法学部受験＆現役合格を機に、宮城のマンションの隣室へと引っ越す。
よく作る料理はキャベツの油炒めだが、あまり上手くはない。キャベツとかぼちゃが苦手。留学先では友人関係にも恵まれていたらしく、そのうちの一人（声 - 柿原徹也）は日本に押しかけてきた。
高槻理沙子（たかつき りさこ）
声 - 浅野まゆみ
忍の姉で、父親はM大文学部学部長（声 - 星野充昭 / 景浦大輔）。父親を通して宮城と3年間結婚していた。料理上手。
先生
声 - 増田ゆき
「テロリスト」編のキーパーソン。故人。宮城の高校の担任教師であり、彼とは両想いだったが、病気に罹る。少々気の強い性格だった様子。命日は（秋〜初冬の）24日。

### 純情ミステイク
井坂龍一郎（いさか りゅういちろう）
声 - 森川智之 / 幼少 - 皆川純子
「ミステイク」編の主人公。1月28日生まれ。丸川書店の専務取締役→社長であり、薫の直属の上司。33歳～。仕事は有能、商売のためなら強引な手段も厭わない。性格は強引で横柄だが、根は繊細で優しい。異名は【落としの井坂】。春彦とは実家が隣同士であり、彼より3歳上の幼馴染み。小野寺出版の社長とは仲の良いゴルフ仲間。薫とは20年以上も前に会った幼馴染みであり、彼が大好き。「ロマンチカ」編や「世界一初恋」にも登場している。
「ロマンチカ」編から遡る事10年前は入社直後の編集者であり、1年先輩の薫とは紆余曲折を経て想いが通じる。
父親は丸川書店の社長→会長、母親（声 - 儀武ゆう子）はナルコユリがお気に入り。
朝比奈薫（あさひな かをる）
声 - 置鮎龍太郎 / 幼少 - 小林ゆう
「ミステイク」編の準主人公。1月28日生まれ。龍一郎の秘書兼お目付け役であり、暴走した彼を牽制できる唯一の人。34歳～。生真面目な性格。ポーカーフェイスで、私情を表に出さない。彼も仕事は有能である。現在、龍一郎と同棲中。
龍一郎の父親を恩人として尊敬している。父親は井坂家のお抱え運転手、母親（声 - 一色まゆ）は井坂家の家政婦。
| タイトル     | 収録本など                     | 初出                            | 備考         |
| ------------ | ------------------------------ | ------------------------------- | ------------ |
| act.1        | 純情ミステイク（ドラマCD付き） | DVD「純情ロマンチカ」限定版①～⑥ |              |
| act.2        | 純情ミステイク（ドラマCD付き） | 描きおろし                      |              |
| act.3        | 純情ロマンチカ 第17巻          | 「TresTres」2013年6月号         |              |
| act.3.5      | 純情ロマンチカ 第17巻          | 描き下ろし                      |              |
| 純情ミックス | 純情ロマンチカ 第20巻          | 「エメラルド」2014年冬の号      |              |
| 純情ミックス | 純情ロマンチカ 第21巻          | 「エメラルド」2015年冬の号      |              |
| 純情ミックス | 純情ロマンチカ 第24巻          | 「エメラルド」2018年夏の号      |              |
| 純情ミックス | 純情ロマンチカ 第25巻          | 「エメラルド」2019年夏の号      |              |
| 純情ミックス |                                | DVD「純情ロマンチカ3」限定版③   | 単行本未収録 |

### 純情センチメント
伊集院響（いじゅういん きょう）
声 - 郷田ほづみ
「センチメント」編の主人公。ゲテモノ料理人 ザ☆漢の作者であり、人気漫画家。原稿の締め切りが迫る度に、極度のネガティブ思考に陥る。ザ☆漢の売上は丸川書店でもトップクラスを誇っている（龍一郎談）。独身かつ素顔はかなり端整であり、女子のファンが多い。修羅場中に美咲に出会って以来、彼に言い寄るが失恋、その後優に惹かれていく。世界一初恋にも登場している。
柳瀬優（やなせ ゆう）
声 - 神谷浩史
「センチメント」編の準主人公。伊集院先生のアシスタントであり、その他の作家にもいくつか入っている。吉野千秋に長年片想いしていたが失恋し、伊集院先生にも惹かれる…?詳しくは世界一初恋を参照。

## タイトル一覧

### 漫画
純情ロマンチカ16巻と20巻はDVD付きの限定版・通常版の2種発売であり、19巻はイラスト集付きの限定版・通常版の2種発売である。
- 中村春菊 『純情ロマンチカ』 角川書店→KADOKAWA〈AsukaコミックスCL-DX〉、既刊29巻（2024年8月30日現在）
  1. 2003年5月29日発売、ISBN 4-04-853606-0
  2. 2003年11月27日発売、ISBN 4-04-853702-4
  3. 2004年5月28日発売、ISBN 4-04-853748-2
  4. 2004年10月28日発売、ISBN 4-04-853778-4
  5. 2005年4月27日発売、ISBN 4-04-853848-9
  6. 2005年10月28日発売、ISBN 4-04-853907-8
  7. 2006年4月27日発売、ISBN 4-04-853953-1
  8. 2007年1月29日発売、ISBN 978-4-04-854072-8
  9. 2007年10月30日発売、ISBN 978-4-04-854137-4
  10. 2008年3月28日発売、ISBN 978-4-04-854162-6
  11. 2008年11月28日発売、ISBN 978-4-04-854270-8
  12. 2009年8月27日発売、ISBN 978-4-04-854362-0
  13. 2010年6月28日発売、ISBN 978-4-04-854489-4
  14. 2011年4月26日発売、ISBN 978-4-04-854628-7
  15. 2012年4月26日発売、ISBN 978-4-04-120226-5
  16. 2012年12月27日発売、ISBN 978-4-04-120548-8
    - プレミアムアニメDVD付き限定版 同年12月20日発売、ISBN 978-4-04-120269-2

  17. 2013年8月29日発売、ISBN 978-4-04-120863-2
  18. 2014年8月1日発売、ISBN 978-4-04-101893-4
  19. 2015年7月1日発売、ISBN 978-4-04-103123-0
    - イラスト集付き限定版、ISBN 978-4-04-103124-7

  20. 2015年12月1日発売、ISBN 978-4-04-103320-3
  21. 2016年9月1日発売、ISBN 978-4-04-104272-4
    - プレミアムアニメDVD付き限定版、ISBN 978-4-04-103321-0

  22. 2017年12月28日発売、ISBN 978-4-04-106077-3
    - ドラマCD付き限定版、ISBN 978-4-04-106076-6

  23. 2018年9月1日発売、ISBN 978-4-04-107270-7
    - 描き下ろし婚姻届&小冊子付き限定版、ISBN 978-4-04-107269-1

  24. 2019年8月30日発売、ISBN 978-4-04-108604-9
  25. 2020年9月1日発売、ISBN 978-4-04-109804-2
  26. 2021年9月1日発売、ISBN 978-4-04-111661-6
  27. 2022年9月1日発売、ISBN 978-4-04-112838-1
    - 描き下ろし小冊子付き限定版、ISBN 978-4-04-112837-4

  28. 2023年9月1日発売、ISBN 978-4-04-113577-8
  29. 2024年8月30日発売、ISBN 978-4-04-115004-7
    - アクリルスタンド付き特装版、ISBN 978-4-04-115005-4
- 純情ミニマム（ドラマCD付き）、2005年8月30日発売、ISBN 4-04-853876-4
- 純情ミステイク（ドラマCD付き）、2011年5月27日発売、ISBN 978-4-04-109804-2

### 小説
全て藤崎都著、中村春菊原作。作中では秋川弥生の著作品である（サファイア文庫）。ロマンチカシリーズは美咲との妄想小説、エゴイストシリーズは弘樹の惚気への嫌がらせ小説である（どちらも漫画のノベライズではない）。
- 『純愛ロマンチカ』 角川書店〈角川ルビー文庫〉、既刊8冊（2015年8月1日現在）
  1. 2004年10月30日発売、ISBN 4-04-854637-6
  2. 2005年3月31日発売、ISBN 4-04-445516-3
  3. 2005年9月30日発売、ISBN 4-04-445520-1
  4. 2006年9月30日発売、ISBN 4-04-445526-0
  5. 2007年1月31日発売、ISBN 978-4-04-445529-3
  6. 2008年9月30日発売、ISBN 978-4-04-445538-5
  7. 2012年3月31日発売、ISBN 978-4-04-100217-9
  8. 2015年8月1日発売、ISBN 978-4-04-103296-1
- 『純愛エゴイスト』 角川書店〈ルビー文庫〉、既刊3冊（2008年4月26日現在）
  1. 2006年4月28日発売、ISBN 4-04-445524-4
  2. 2006年7月29日発売、ISBN 4-04-445525-2
  3. 2008年4月26日発売、ISBN 978-4-04-445536-1

### 関連書籍
- 『純情ロマンチカ☆イラスト集』 2008年6月2日発売、ISBN 978-4-04-854184-8
- 『Animation 純情ロマンチカ－Sweet Present－』 2009年2月20日発売、ISBN 978-4-04-854311-8

## テレビアニメ
2008年4月から6月まで、アニメスピリッツ枠にて第1期が放送された。全12話。
2008年10月から12月まで、第2期『純情ロマンチカ2』（じゅんじょうロマンチカに）が放送された。全12話。エンドカードは中村春菊によるイラストと、アニメ制作風景の写真が使用されている。
2014年8月発売の単行本第18巻の帯にて第3期『純情ロマンチカ3』（じゅんじょうロマンチカさん）の制作が発表され、2015年7月から9月まで放送された。全12話。

### スタッフ
|                              | 第1期                                        | 第2期                                        | 第3期              |
| ---------------------------- | -------------------------------------------- | -------------------------------------------- | ------------------ |
| 原作                         | 中村春菊                                     | 中村春菊                                     | 中村春菊           |
| 監督                         | 今千秋                                       | 今千秋                                       | 今千秋             |
| シリーズ構成                 | 中瀬理香                                     | 中瀬理香                                     | N/A                |
| キャラクターデザイン         | 菊地洋子                                     | 菊地洋子                                     | 菊地洋子           |
| プロップデザイン             | 桂木杏 河野朱実                              | 桂木杏 河野朱実                              | 番由紀子           |
| メカニックデザイン           | 石川洋一                                     | 石川洋一                                     | N/A                |
| 美術監督                     | 東潤一                                       | 清水順子                                     | 海野有希           |
| 美術設定                     | 高橋武之                                     | 高橋武之                                     | 綱頭瑛子           |
| 色彩設計                     | 松本真司                                     | 松本真司                                     | 吉田沙織           |
| 撮影監督                     | 下崎昭                                       | 下崎昭                                       | 酒井淳子           |
| 編集                         | 松村正宏                                     | 松村正宏                                     | 松村正宏           |
| 音響監督                     | 郷田ほづみ                                   | 郷田ほづみ                                   | 郷田ほづみ         |
| 音響効果                     | 出雲範子                                     | 出雲範子                                     | 出雲範子           |
| 音楽                         | MOKA☆                                        | MOKA☆                                        | MOKA☆              |
| 音楽制作                     | フロンティアワークス                         | フロンティアワークス                         | ランティス         |
| プロデューサー               | 小林潤香 鈴木智子 武智恒雄 吉川明 青木絵理子 | 小林潤香 鈴木智子 武智恒雄 吉川明 青木絵理子 | 小倉理絵           |
| アニメーションプロデューサー | 浦崎宣光                                     | 浦崎宣光                                     | 浦崎宣光           |
| アニメーション制作           | スタジオディーン                             | スタジオディーン                             | スタジオディーン   |
| 製作                         | ロマンチカくらぶ!!                           | ロマンチカくらぶ!!                           | ロマンチカくらぶ!! |

### 主題歌
|                    | 曲名               | 歌                 | 作詞               | 作曲               | 編曲               |
| オープニングテーマ | オープニングテーマ | オープニングテーマ | オープニングテーマ | オープニングテーマ | オープニングテーマ |
| ------------------ | ------------------ | ------------------ | ------------------ | ------------------ | ------------------ |
| 第1期              | 君=花              | pigstar            | 関口トモノリ       | 関口トモノリ       | N/A                |
| 第2期              | 衝動               | pigstar            | 関口トモノリ       | 関口トモノリ       | N/A                |
| 第3期              | Innocent Graffiti  | Fo'xTails          | takao              | テラ               | Fo'xTails          |
| エンディングテーマ |                    |                    |                    |                    |                    |
| 第1期              | ベイビーロマンチカ | SCRIPT             | ナルト             | 佐々木收           | SCRIPT             |
| 第2期              | 相生-アイオイ-     | JUNED              | 原田晃             | 毛利将文           | JUNED              |
| 第3期              | 変わらない空       | ラックライフ       | PON                | PON                | ラックライフ       |

### 各話リスト
| 話数  | サブタイトル                 | 脚本       | 絵コンテ     | 演出         | 作画監督                     | 総作画監督                        | 初放送日       |       |       |       |       |       |       |       |       |       |       |       |       |       |       |       |       |       |
| 第1期 | 第1期                        | 第1期      | 第1期        | 第1期        | 第1期                        | 第1期                             | 第1期          | 第1期 | 第1期 | 第1期 | 第1期 | 第1期 | 第1期 | 第1期 | 第1期 | 第1期 | 第1期 | 第1期 | 第1期 | 第1期 | 第1期 | 第1期 | 第1期 | 第1期 |
| ----- | ---------------------------- | ---------- | ------------ | ------------ | ---------------------------- | --------------------------------- | -------------- | ----- | ----- | ----- | ----- | ----- | ----- | ----- | ----- | ----- | ----- | ----- | ----- | ----- | ----- | ----- | ----- | ----- |
| 1     | 事実は小説よりも奇なり       | 中瀬理香   | 今千秋       | 今千秋       | 菊地洋子                     | -                                 | 2008年 4月11日 |       |       |       |       |       |       |       |       |       |       |       |       |       |       |       |       |       |
| 2     | 後悔先に立たず               | 中瀬理香   | せとーけんじ | せとーけんじ | 高橋敦子                     | 菊地洋子                          | 4月18日        |       |       |       |       |       |       |       |       |       |       |       |       |       |       |       |       |       |
| 3     | 叩けよさらば開かれん         | 中瀬理香   | 渡辺正樹     | 吉田俊司     | 番由紀子 安田京弘            | 菊地洋子                          | 4月25日        |       |       |       |       |       |       |       |       |       |       |       |       |       |       |       |       |       |
| 4     | 案ずるより生むが易し         | 中村能子   | 桜野生衣     | 笠井信児     | 青木真理子                   | 菊地洋子                          | 5月2日         |       |       |       |       |       |       |       |       |       |       |       |       |       |       |       |       |       |
| 5     | 会うは別れの始め             | 中瀬理香   | 藤原良二     | 岡嶋国敏     | 飯塚晴子 金順淵              | 菊地洋子                          | 5月9日         |       |       |       |       |       |       |       |       |       |       |       |       |       |       |       |       |       |
| 6     | 禍転じて福となす             | 中村能子   | 藤原良二     | 磨積良亜澄   | 山本佐和子                   | 菊地洋子                          | 5月16日        |       |       |       |       |       |       |       |       |       |       |       |       |       |       |       |       |       |
| 7     | 可愛い子には旅をさせよ       | 中瀬理香   | 藤原良二     | 神保昌登     | 胡陽樹                       | 菊地洋子 飯塚晴子                 | 5月23日        |       |       |       |       |       |       |       |       |       |       |       |       |       |       |       |       |       |
| 8     | 旅の恥はかき捨て             | 中村能子   | せとーけんじ | せとーけんじ | 門智昭                       | 菊地洋子 飯塚晴子                 | 5月30日        |       |       |       |       |       |       |       |       |       |       |       |       |       |       |       |       |       |
| 9     | 情けは人の為ならず           | 中村能子   | 藤原良二     | 吉田俊司     | 高橋敦子                     | 菊地洋子 飯塚晴子                 | 6月6日         |       |       |       |       |       |       |       |       |       |       |       |       |       |       |       |       |       |
| 10    | 少年よ大志を抱け             | 横手美智子 | 名村英敏     | 笠井信児     | 青木真理子                   | 菊地洋子 飯塚晴子                 | 6月13日        |       |       |       |       |       |       |       |       |       |       |       |       |       |       |       |       |       |
| 11    | 好きこそものの上手なれ       | 横手美智子 | 渡辺正樹     | 渡辺正樹     | 安田京弘 金順淵              | 菊地洋子 飯塚晴子                 | 6月20日        |       |       |       |       |       |       |       |       |       |       |       |       |       |       |       |       |       |
| 12    | 袖すりあうも他生の縁         | 中瀬理香   | 小滝礼       | 岡嶋国敏     | 山本佐和子                   | 菊地洋子 飯塚晴子                 | 6月27日        |       |       |       |       |       |       |       |       |       |       |       |       |       |       |       |       |       |
| 第2期 |                              |            |              |              |                              |                                   |                |       |       |       |       |       |       |       |       |       |       |       |       |       |       |       |       |       |
| 1     | 一度あることは二度ある       | 中瀬理香   | 桜野生衣     | 小田切警視   | 番由紀子 胡陽樹              | 菊地洋子 飯塚晴子                 | 10月12日       |       |       |       |       |       |       |       |       |       |       |       |       |       |       |       |       |       |
| 2     | 二度あることは三度ある       | 横手美智子 | 藤原良二     | 神保昌登     | 門智昭                       | 菊地洋子 飯塚晴子                 | 10月19日       |       |       |       |       |       |       |       |       |       |       |       |       |       |       |       |       |       |
| 3     | 三度目の正直                 | 中村能子   | 藤原良二     | 笠井信児     | 青木真理子                   | 菊地洋子 飯塚晴子                 | 10月26日       |       |       |       |       |       |       |       |       |       |       |       |       |       |       |       |       |       |
| 4     | 口は災いの元                 | 横手美智子 | 佐藤卓哉     | 渡辺正樹     | 秋山由樹子 金順淵            | 菊地洋子 飯塚晴子                 | 11月2日        |       |       |       |       |       |       |       |       |       |       |       |       |       |       |       |       |       |
| 5     | 嘘から出た実                 | 中村能子   | 小滝礼       | 中山敦史     | 八尋裕子                     | 菊地洋子 飯塚晴子                 | 11月9日        |       |       |       |       |       |       |       |       |       |       |       |       |       |       |       |       |       |
| 6     | 百聞は一見に如かず           | 中瀬理香   | 藤原良二     | 小林浩輔     | 山本佐和子 高橋敦子          | 菊地洋子 飯塚晴子                 | 11月16日       |       |       |       |       |       |       |       |       |       |       |       |       |       |       |       |       |       |
| 7     | 月に叢雲花に風               | 中村能子   | 小滝礼       | 吉田俊司     | 安田京弘 門智昭              | 菊地洋子 飯塚晴子                 | 11月23日       |       |       |       |       |       |       |       |       |       |       |       |       |       |       |       |       |       |
| 8     | 恋は思案の外                 | 横手美智子 | 藤原良二     | 今千秋       | 秋山由樹子                   | 菊地洋子 飯塚晴子                 | 11月30日       |       |       |       |       |       |       |       |       |       |       |       |       |       |       |       |       |       |
| 9     | 一難去ってまた一難           | 中瀬理香   | 渡辺正樹     | 渡辺正樹     | 胡陽樹 金順淵                | 菊地洋子 飯塚晴子                 | 12月7日        |       |       |       |       |       |       |       |       |       |       |       |       |       |       |       |       |       |
| 10    | 縁は異なもの                 | 横手美智子 | 藤原良二     | 中山敦史     | 八尋裕子                     | 菊地洋子 飯塚晴子                 | 12月14日       |       |       |       |       |       |       |       |       |       |       |       |       |       |       |       |       |       |
| 11    | 其の罪を憎んで其の人を憎まず | 中村能子   | 藤原良二     | 高村雄太     | 山本佐和子 高橋敦子          | 菊地洋子 飯塚晴子                 | 12月21日       |       |       |       |       |       |       |       |       |       |       |       |       |       |       |       |       |       |
| 12    | 終わり良ければ全て良し       | 中瀬理香   | 小滝礼       | 吉田俊司     | 番由紀子 安田京弘 菊地洋子   | 菊地洋子 飯塚晴子                 | 12月28日       |       |       |       |       |       |       |       |       |       |       |       |       |       |       |       |       |       |
| 第3期 |                              |            |              |              |                              |                                   |                |       |       |       |       |       |       |       |       |       |       |       |       |       |       |       |       |       |
| 1     | 花に嵐                       | 横手美智子 | 今千秋       | 今千秋       | 日下岳史 中本尚 山村俊了     | 菊地洋子 安田京弘                 | 2015年 7月9日  |       |       |       |       |       |       |       |       |       |       |       |       |       |       |       |       |       |
| 2     | 遠慮なければ近憂あり         | 横手美智子 | 宮崎修治     | 宮崎修治     | 伊藤智子 武本大介            | 菊地洋子 安田京弘 中本尚          | 7月16日        |       |       |       |       |       |       |       |       |       |       |       |       |       |       |       |       |       |
| 3     | 盲亀の浮木                   | 横手美智子 | 藤原良二     | 川久保圭史   | 中山由美 古住千秋            | 菊地洋子 安田京弘 中本尚          | 7月23日        |       |       |       |       |       |       |       |       |       |       |       |       |       |       |       |       |       |
| 4     | 石に立つ矢                   | 今千秋     | 今千秋       | 中村近世     | 近藤瑠依 桑島望              | 菊地洋子 安田京弘 中本尚          | 7月30日        |       |       |       |       |       |       |       |       |       |       |       |       |       |       |       |       |       |
| 5     | 千里の道も一歩から           | 横手美智子 | 伊勢昌弘     | 伊勢昌弘     | 手島典子 大塚八愛 清水勝祐   | 菊地洋子 安田京弘 中本尚          | 8月6日         |       |       |       |       |       |       |       |       |       |       |       |       |       |       |       |       |       |
| 6     | 青天の霹靂                   | 横手美智子 | 西本由紀夫   | 安藤貴史     | 佐藤陵 瀧原美樹 加藤万由子   | 中本尚                            | 8月13日        |       |       |       |       |       |       |       |       |       |       |       |       |       |       |       |       |       |
| 7     | 灯台下暗し                   | 今千秋     | ボブ白旗     | 加藤顕       | 伊藤智子 村上真紀 中本尚     | 安田京弘                          | 8月20日        |       |       |       |       |       |       |       |       |       |       |       |       |       |       |       |       |       |
| 8     | 焼き餅焼くとも手を焼くな     | 今千秋     | 山崎貴       | 黒田幸生     | 森田実 半田大貴              | 中本尚 中村深雪                   | 8月27日        |       |       |       |       |       |       |       |       |       |       |       |       |       |       |       |       |       |
| 9     | 水火の争い                   | 今千秋     | 福田道生     | 川久保圭史   | 中山由美 古住千秋 清水勝祐   | 安田京弘 中本尚                   | 9月3日         |       |       |       |       |       |       |       |       |       |       |       |       |       |       |       |       |       |
| 10    | 逢いたいが情、見たいが病     | 今千秋     | 今千秋       | 安藤貴史     | 手島典子 大塚八愛 青木哲郎   | 中本尚 中村深雪                   | 9月10日        |       |       |       |       |       |       |       |       |       |       |       |       |       |       |       |       |       |
| 11    | 恋には身をやつせ             | 今千秋     | 高本宣弘     | 加藤顕       | 佐藤陵 本多みゆき 加藤万由子 | 安田京弘                          | 9月17日        |       |       |       |       |       |       |       |       |       |       |       |       |       |       |       |       |       |
| 12    | 恋路は縁のもの               | 今千秋     | 西本由紀夫   | 門田英彦     | 伊藤智子 中山由美 古住千秋   | 菊地洋子 安田京弘 中本尚 中村深雪 | 9月24日        |       |       |       |       |       |       |       |       |       |       |       |       |       |       |       |       |       |

### 放送局
| 放送地域 | 放送局       | 放送期間                      | 放送日時                     | 放送系列               | 備考                                              |
| 第1期    | 第1期        | 第1期                         | 第1期                        | 第1期                  | 第1期                                             |
| -------- | ------------ | ----------------------------- | ---------------------------- | ---------------------- | ------------------------------------------------- |
| 福井県   | 福井テレビ   | 2008年4月11日 - 6月27日       | 金曜 1:20 - 1:50（木曜深夜） | フジテレビ系列         |                                                   |
| 埼玉県   | テレ玉       | 2008年4月11日 - 6月27日       | 金曜 1:30 - 2:00（木曜深夜） | 独立UHF局              |                                                   |
| 奈良県   | 奈良テレビ   | 2008年4月11日 - 6月27日       | 金曜 1:30 - 2:00（木曜深夜） | 独立UHF局              |                                                   |
| 北海道   | テレビ北海道 | 2008年4月11日 - 6月27日       | 金曜 2:30 - 3:00（木曜深夜） | テレビ東京系列         |                                                   |
| 千葉県   | チバテレビ   | 2008年4月11日 - 6月27日       | 金曜 2:30 - 3:00（木曜深夜） | 独立UHF局              |                                                   |
| 京都府   | KBS京都      | 2008年4月12日 - 6月28日       | 土曜 2:00 - 2:30（金曜深夜） | 独立UHF局              |                                                   |
| 長野県   | 信越放送     | 2008年4月12日 - 6月28日       | 土曜 3:00 - 3:30（金曜深夜） | TBS系列                |                                                   |
| 岐阜県   | 岐阜放送     | 2008年4月13日 - 6月29日       | 日曜 1:00 - 1:30（土曜深夜） | 独立UHF局              |                                                   |
| 神奈川県 | tvk          | 2008年4月13日 - 6月29日       | 日曜 3:30 - 4:00（土曜深夜） | 独立UHF局              |                                                   |
| 群馬県   | 群馬テレビ   | 2008年4月14日 - 6月30日       | 月曜 1:30 - 2:00（日曜深夜） | 独立UHF局              |                                                   |
| 東京都   | TOKYO MX     | 2008年4月15日 - 7月1日        | 火曜 3:00 - 3:30（月曜深夜） | 独立UHF局              |                                                   |
| 三重県   | 三重テレビ   | 2008年4月15日 - 7月1日        | 火曜 3:00 - 3:30（月曜深夜） | 独立UHF局              |                                                   |
| 福岡県   | TVQ九州放送  | 2008年4月16日 - 7月3日        | 木曜 3:38 - 4:08（水曜深夜） | テレビ東京系列         |                                                   |
| 熊本県   | 熊本放送     | 2008年4月22日 - 7月8日        | 火曜 2:25 - 2:55（月曜深夜） | TBS系列                |                                                   |
| 日本全域 | BS日テレ     | 2008年5月6日 - 7月29日        | 火曜 3:30 - 4:00（月曜深夜） | BS放送                 |                                                   |
| 第2期    |              |                               |                              |                        |                                                   |
| 神奈川県 | tvk          | 2008年10月12日 - 12月28日     | 日曜 1:00 - 1:30（土曜深夜） | 独立UHF局              |                                                   |
| 岐阜県   | 岐阜放送     | 2008年10月12日 - 12月28日     | 日曜 1:00 - 1:30（土曜深夜） | 独立UHF局              |                                                   |
| 兵庫県   | サンテレビ   | 2008年10月14日 - 12月30日     | 火曜 2:10 - 2:40（月曜深夜） | 独立UHF局              |                                                   |
| 三重県   | 三重テレビ   | 2008年10月14日 - 12月30日     | 火曜 3:00 - 3:30（月曜深夜） | 独立UHF局              |                                                   |
| 千葉県   | チバテレビ   | 2008年10月16日 - 2009年1月1日 | 木曜 1:30 - 2:00（水曜深夜） | 独立UHF局              |                                                   |
| 福岡県   | TVQ九州放送  | 2008年10月16日 - 2009年1月8日 | 木曜 3:38 - 4:08（水曜深夜） | テレビ東京系列         |                                                   |
| 埼玉県   | テレ玉       | 2008年10月17日 - 2009年1月2日 | 金曜 2:00 - 2:30（木曜深夜） | 独立UHF局              |                                                   |
| 北海道   | テレビ北海道 | 2008年10月17日 - 2009年1月9日 | 金曜 2:30 - 3:00（木曜深夜） | テレビ東京系列         |                                                   |
| 東京都   | TOKYO MX     | 2008年10月18日 - 2009年1月3日 | 土曜 2:00 - 2:30（金曜深夜） | 独立UHF局              |                                                   |
| 第3期    |              |                               |                              |                        |                                                   |
| 東京都   | TOKYO MX     | 2015年7月9日 - 9月24日        | 木曜 1:05 - 1:35（水曜深夜） | 独立局                 |                                                   |
| 兵庫県   | サンテレビ   | 2015年7月9日 - 9月24日        | 木曜 2:00 - 2:30（水曜深夜） | 独立局                 |                                                   |
| 日本全域 | AT-X         | 2015年7月10日 -               | 金曜 23:30 - 土曜 0:00       | CS放送リピート放送あり |                                                   |
| 神奈川県 | tvk          | 2015年7月13日 -               | 月曜 0:30 - 1:00（日曜深夜） | 独立局                 |                                                   |
| 千葉県   | チバテレ     | 2015年7月13日 -               | 月曜 0:30 - 1:00（日曜深夜） | 独立局                 |                                                   |
| 埼玉県   | テレ玉       | 2015年7月13日 -               | 月曜 0:30 - 1:00（日曜深夜） | 独立局                 |                                                   |
| 岐阜県   | 岐阜放送     | 2015年7月14日 -               | 火曜 1:00 - 1:30（月曜深夜） | 独立局                 |                                                   |
| 日本全域 | BS11         | 2015年7月14日 -               | 火曜 3:00 - 3:30（月曜深夜） | BS放送                 | 『ANIME+』枠 第1期はBS日テレで放送・第2期は未放送 |
| 三重県   | 三重テレビ   | 2015年7月15日 -               | 水曜 2:20 - 2:50（火曜深夜） | 独立局                 |                                                   |
| 福岡県   | TVQ九州放送  | 2015年7月15日 -               | 水曜 3:05 - 3:35（火曜深夜） | テレビ東京系列         |                                                   |

第2期は第1期より放送局の数が少なめ、ほぼ半数の放送局は放送時間が変更されている。特に近畿地区では放送局自体が変更されている。
| アニメスピリッツ             | アニメスピリッツ | アニメスピリッツ       |
| 前番組                       | 番組名           | 次番組                 |
| ---------------------------- | ---------------- | ---------------------- |
| H2O -FOOTPRINTS IN THE SAND- | 純情ロマンチカ   | ストライクウィッチーズ |

## OVA
2012年12月20日に発売した、コミックス第16巻プレミアムアニメDVD付き限定版に収録されている（約20分）。内容は「ロマンチカ」編、「エゴイスト」編、「テロリスト」編の3本立て。
スタッフ
- 原作・脚本 - 中村春菊
- 監督 - 今千秋

## 舞台
2021年4月から5月にかけて舞台化が予定されていたが、新型コロナウィルス感染症の流行の影響で中止となった。